# Darius Regelskis
Darius Regelskis (ur. 15 kwietnia 1976) – litewski piłkarz, grający w Tauras Taurogi. Występuje na pozycji obrońcy.